# (2074) Шумейкер
(2074) Шумейкер (англ. Shoemaker) — астероид, относящийся к группе астероидов, пересекающих орбиту Марса, который был открыт 17 октября 1990 года американским астрономом Элеанор Хелин в Паломарской обсерватории и назван в честь ее соотечественника и коллеги Юджина Шумейкера. 

Орбита астероида Шумейкер и его положение в Солнечной системе
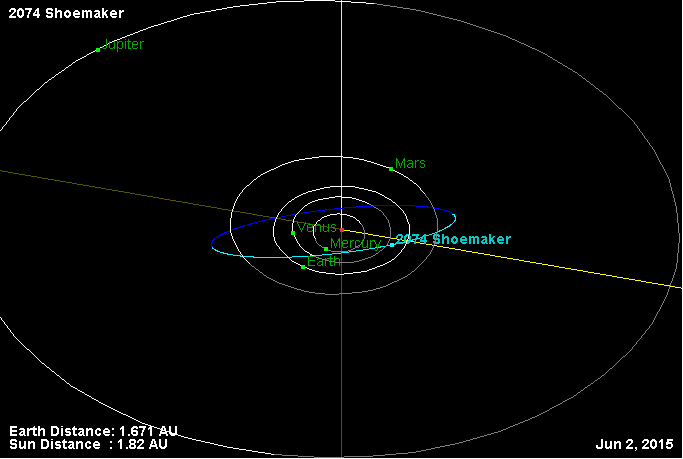
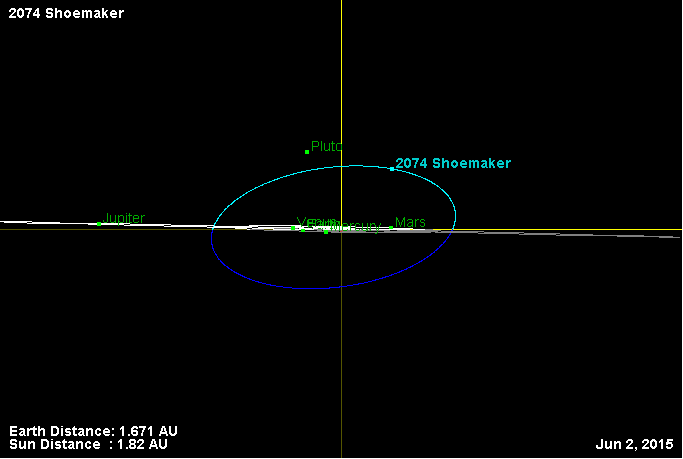